# Argentiniformes
De zilversmelten (Argentiniformes) vormen een orde binnen de straalvinnige vissen.

## Families
- Familie: Argentinidae (Zilversmelten)
- Familie: Bathylagidae (Kleinbekken)
- Familie: Microstomatidae (Kleinbekken)
- Familie: Opisthoproctidae (Hemelkijkers)